# Brughiere montane dell'Etiopia
Le brughiere montane dell'Etiopia sono un'ecoregione di boscaglia montana dell'ecozona afrotropicale, definita dal WWF (codice ecoregione: AT1008), che occupa le zone più elevate dell'acrocoro etiopico, in Etiopia. Assieme all'ecoregione delle praterie e boscaglie montane dell'Etiopia forma la regione dell'acrocoro etiopico, la regione montuosa più estesa dell'Africa, che è anche inclusa nella lista Global 200 del WWF.

## Territorio
È un'ecoregione di prateria di montagna che occupa 25 200 chilometri quadrati ripartiti in varie enclaves in Etiopia, al di sopra dei 3000 metri di quota, sopra le praterie e boscaglie montane dell'Etiopia.
I dati riguardanti il clima sono scarsi. Le precipitazioni annue variano tra i 2500 mm nel sud-ovest, dove vi sono solamente due mesi di stagione secca, e i 1000 mm nel nord, dove la stagione secca dura fino a dieci mesi. Le gelate sono frequenti, soprattutto in inverno, da novembre a marzo.

## Flora
La vegetazione della regione, nota localmente come wurch, consiste in praterie e brughiere con numerose piante erbacee e arbusti, come l'iperico Hypericum revoltum. Le specie arbustive dominanti nella brughiera sono l'erica bianca (Erica arborea) e Philippia sp.; tra gli arbusti crescono rare piante. Nelle zone paludose abbonda il carice Carex monostachya. In generale, la vegetazione mostra tratti intermedi tra la flora montana dell'ecozona afrotropicale e quella dell'ecozona paleartica. Tra le piante della regione è comune il gigantismo. Una specie caratteristica è la lobelia gigante Lobelia rhynchopetalum, che durante la fioritura può raggiungere un'altezza di sei metri. Tutte le piante presentano adattamenti per ridurre la traspirazione, come foglie spesse, piccole o coriacee.

## Fauna
Tra i mammiferi spiccano lo stambecco del Simien (Capra walie), in pericolo critico di estinzione, il nyala di montagna (Tragelaphus buxtoni), l'antilope saltarupe (Oreotragus oreotragus), il gelada (Theropithecus gelada) e la procavia del Capo (Procavia capensis). Abbondano i roditori e i toporagni. Questa ecoregione costituisce un luogo di svernamento essenziale per molte specie di uccelli paleartici, come il fischione (Mareca penelope), il mestolone (Spatula clypeata), il combattente (Calidris pugnax) e la pantana (Tringa nebularia); inoltre, altre tre specie paleartiche nidificano qui: l'aquila reale (Aquila chrysaetos), il gracchio corallino (Pyrrhocorax pyrrhocorax) e la casarca (Tadorna ferruginea). Tra le specie a rischio di estinzione figurano l'aquila anatraia maggiore (Clanga clanga), l'aquila imperiale (Aquila heliaca), il grillaio (Falco naumanni), l'albanella pallida (Circus macrourus), la gru caruncolata (Grus carunculata), il rallo di Rouget (Rougetius rougetii) e l'unghialunga d'Abissinia (Macronyx flavicollis). Altre specie caratteristiche sono il codinero di brughiera (Pinarochroa sordida), l'astrilde dell'Abissinia (Estrilda ochrogaster), il francolino di brughiera (Scleroptila psilolaema), il sassicolo di Rüppell (Myrmecocichla melaena), il verzellino di Ankober (Crithagra ankoberensis) e la pavoncella pettomacchiato (Vanellus melanocephalus).
Il numero di endemismi è molto elevato. Il lupo etiope (Canis simensis) è endemico di questa regione, e si trova a serio rischio di estinzione. Tra i molti roditori endemici vi sono il ratto-talpa gigante (Tachyoryctes macrocephalus), il Megadendromus nikolausi, lo Stenocephalemys albocaudata, lo Stenocephalemys griseicauda e il Lophuromys melanonyx. L'endemico rospo etiope (Altiphrynoides malcomi) si è evoluto in modo da sviluppare una fecondazione interna, e le sue uova si sviluppano sul terreno umido.

## Conservazione

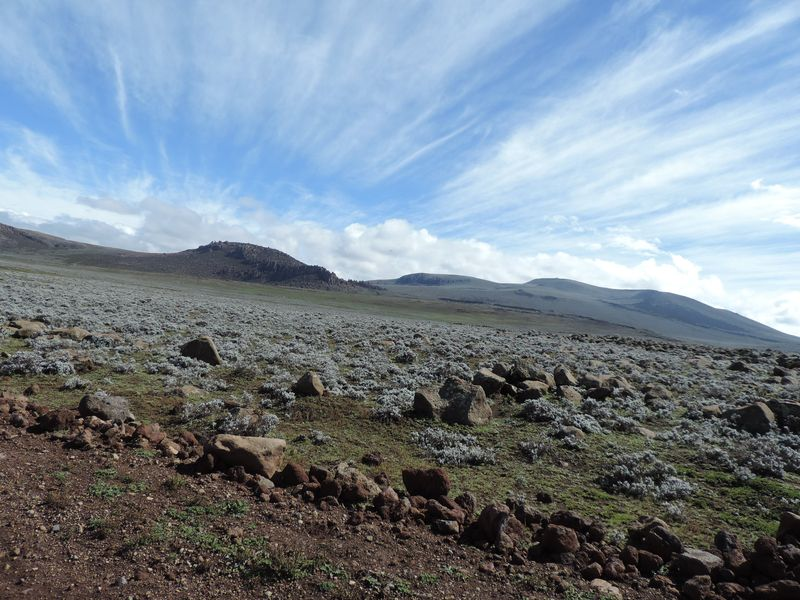
Altopiano di Sanetti

L'ecoregione viene considerata vulnerabile. Al di sotto dei 3500 metri, la maggior parte del territorio è stata disboscata per fare spazio a terreni agricoli o pascoli. Un'ulteriore minaccia, ben più grave, è costituita dal riscaldamento globale, in grado di ridurre l'estensione di questa ecoregione o addirittura di farla scomparire. A partire dagli anni '60, si sta registrando nella regione un progressivo inaridimento del clima.
Entro i confini di questa regione sono situati il parco nazionale del Simien e il parco nazionale delle montagne di Bale.